# 一砷化钚
一砷化钚是钚和砷的二元无机化合物，化学式为PuAs。

## 合成
在真空或氦气环境，将化学计量数的纯物质融合。该反应是放热的：
Pu + As → PuAs
让砷化氢通过加热的氢化钚：
2PuH2 + 2AsH3 → 2PuAs + 5H2

## 物理性质
一砷化钚为黑色或深灰色立方晶系晶体，空间群为Fm3m，晶胞参数a=0.5855nm，Z=4，NaCl型结构。.
在高压（约 35 GPa）下，CsCl型结构发生相变。
在129开的温度下，一砷化钚转变为铁磁态。